# 스티브 해킷
스티브 해킷(영어: Steve Hackett, 1950년 2월 12일 ~ )은 1971년부터 1977년까지 프로그레시브 록 밴드 제네시스의 리드 기타리스트로 두각을 나타낸 영국의 음악가, 가수, 작곡가, 음악 프로듀서이다. 해킷은 솔로 활동을 위해 떠나기 전에 제네시스 스튜디오 음반 6장, 라이브 음반 3장, 싱글 7장, EP 1장에 기여했다. 2010년 로큰롤 명예의 전당에 헌액되었다.
해킷은 1975년 제네시스의 멤버로 있을 때 그의 첫 솔로 음반 《Voyage of the Acolyte》를 발매했다. 1978년에 시작된 일련의 솔로 음반 이후, 해킷은 1986년에 스티브 하우와 함께 슈퍼 그룹 GTR을 공동 설립했다. 이 그룹은 미국 빌보드 200에서 11위로 정점을 찍고 톱 20 싱글 〈When the Heart Rules the Mind〉를 탄생시킨 자작 음반 《GTR》을 발매했다. 1987년 해킷이 GTR을 떠날 때 그룹은 해체되었다. 해킷은 그러고나서 자신의 솔로 경력을 재개하였다. 그는 그 이후로 정규적으로 음반을 발매하고 전 세계를 순회했다.
프로그레시브 록에서 작업한 것 외에도 솔로 음반에서 팝, 블루스, 월드 뮤직, 클래식 음악을 탐구했다. 《기타 월드》에 따르면, "해킷의 초기 양손 두드림과 스위프 피킹 탐구는 그들의 시대를 훨씬 앞섰고 에디 반 헤일런과 브라이언 메이에게 영향을 미쳤다." 해킷의 영향을 받은 기타리스트로는 알렉스 라이프슨과 스티브 로터리가 있다.

## 어린 시절
스티븐 리처드 해킷은 1950년 2월 12일 런던 핌리코에서 피터와 준 해킷의 아들로 태어났다. 그는 미래의 창세기 밴드 동료 가수 피터 가브리엘보다 하루 전에 태어났다. 그는 남동생 존이 플루트를 맡았고 솔로 활동 내내 해킷과 함께 연주하고 협력하고 작곡했으며, 〈Get 'Em Out by Friday〉와 〈Cuckoo Cocoon〉을 포함한 창세기 초기의 미신곡들을 작곡하는데 도움을 주었다. 해킷은 첼시에 있는 슬로운 문법 학교에 다녔다. 1950년대에 가족은 캐나다 밴쿠버로 이주했지만 그의 부모, 특히 그의 어머니가 향수병에 걸린 후 집으로 돌아왔다.
해킷은 하모니카, 리코더와 같은 다양한 악기를 접하며 자랐지만, 12살 때 싱글 음을 연주하기 시작할 때까지 기타에 대한 관심을 키우지 못했다. 14살 때, 그는 화음을 배우고 화음 진행을 실험했지만, 공식적인 훈련을 받은 적은 없었다.
해킷의 초기 음악적 영향은 클래식 (요한 제바스티안 바흐)과 오페라 (매리오 랜저)였다. 그는 그의 작곡이 여전히 그들의 영향을 받고 있다고 말했다. 해킷은 또한 대니 커완, 피터 그린, 존 메이올 & 더 블루스브레이커스의 다양한 기타리스트, 지미 헨드릭스, 비틀즈, 킹 크림슨 등 수많은 브리티시 블루스 아티스트들을 영향력으로 꼽았다.

## 개인 생활
해킷은 세 번 결혼했다. 그의 첫 번째는 1972년 엘렌 부세였고 1974년에 아들 올리버를 낳았지만, 바로 이혼으로 끝났다. 1981년, 해킷은 브라질의 화가이자 보석 화가인 킴 푸어와 결혼했고, 그는 그의 음반 커버의 많은 부분을 디자인했다. 그들은 2007년에 이혼했고, 이로 인해 푸어는 그가 작곡하고 공연한 창세기 노래의 모든 미래 로열티가 지불된 스티브 해킷의 공동 소유주라고 주장하며 해킷에 대한 법적 소송을 제기하게 되었다. 2006년 해킷은 모든 로열티가 회사보다 그에게 직접 지불되도록 주선했는데, 푸어는 그들의 계약을 위반하고 돈의 몫을 받을 권리가 있다고 주장했다. 푸어는 또한 새로운 음반을 독립적으로 만드는 해킷의 권리에 도전하여 추가적인 문제를 일으켰다. 그 사건은 2010년에 해결되었다.
2011년 6월, 해킷은 해킷의 노래 몇 곡에 가사를 쓴 작가 조 레만과 결혼했다. 조의 여동생 아만다는 2009년부터 해킷의 노래와 투어에서 공연한 가수, 작곡가, 음악가이다.

## 음반 목록
스튜디오 음반
- Voyage of the Acolyte (1975)
- Please Don't Touch! (1978)
- Spectral Mornings (1979)
- Defector (1980)
- Cured (1981)
- Highly Strung (1983)
- Bay of Kings (1983)
- Till We Have Faces (1984)
- Momentum (1988)
- Guitar Noir (1993)
- Blues with a Feeling (1994)
- Genesis Revisited (1996)
- A Midsummer Night's Dream (1997)
- Darktown (1999)
- Feedback 86 (2000)
- To Watch the Storms (2003)
- Metamorpheus (2005)
- Wild Orchids (2006)
- Tribute (2008)
- Out of the Tunnel's Mouth (2009)
- Beyond the Shrouded Horizon (2011)
- Genesis Revisited II (2012)[18]
- Wolflight (2015)
- The Night Siren (2017)
- At the Edge of Light (2019)
- Under a Mediterranean Sky (2021)
- Surrender of Silence (2021)
- The Circus and the Nightwhale (2024)